# Ferganska dolina
Ferganska dolina (uzbeško: Farg‘ona vodiysi, kirgiško: Фергана өрөөнү, tadžiško: водии Фaрғонa, rusko: Ферганская долина, perzijsko: وادی فرغانه) je geografsko območje, ki se večji del nahaja v vzhodnem delu Uzbekistana. Je najbolj gosto naseljena regija Uzbekistana, v njej živi skoraj tretjina njenih prebivalcev. Velja za kulturno središče Srednje Azije. Dolina sega še v Tadžikistan in Kirgizistan.

## Geografija
Ferganska dolina leži v porečju rek Narin in Kara Darja, ki po združitvi tvorita reko Sir Darja. Ima obliko diamanta in meri 300 km od vzhoda do zahoda in 170 km od severa do juga. Nadmorska višina doline je 400-500 m. Skoraj 25.000 kvadratnih kilometrov obdelovalne zemlje je obdano s pogorjem Kuramin na severozahodu,  Čatkalskimi gorami na severu, Ferganskim gorovjem na vzhodu in pogorji Alatau in Turkestan na jugu. Praktično ni neobdelanih površin, glavni posevek je bombaž. V starih časih je imela dolina, zaradi izjemnega rastlinstva, vzdevek Zlata dolina.
Dolina je tektonskega porekla in je z vseh strani obkrožena z gorami. Prej omenjene reke se napajajo iz več kot 70 gorskih potokov. Ker se večina teh tokov zlorablja za namene namakanja, ne dosežejo reke Sir Darja. Reke prinašajo iz gora rodovitne sedimente. Osrednji del geološke depresije, ki tvori dolino, je globoka med 6-7 km in je v veliki meri napolnjena s sedimenti, ki segajo v perm-triasno starost. Nekateri morski sedimenti so karbonati in gline. Plodna tla in dovolj vode za namakanje sta podlaga za razvoj kmetijstva, posledica pa gosta naseljenost doline. 
Ferganska dolina je bogata s številnimi naravnimi viri, vključno z zlatom, nafto, bakrom in drugimi surovinami.
Podnebje je kontinentalno. Med poletjem in zimo so velike temperaturne razlike. Padavin je malo (poleti dežja skoraj ni, pozimi pogosto pada sneg). To je posledica velike oddaljenosti od kateregakoli morja, tako da vlažen zrak sploh ne pride do Ferganske doline. Prevladuje stepa. Pomanjkanje padavin kmetijstvo nadomesti z intenzivnim namakanjem. Podnebje omogoča rastno dobo 240 dni na leto.
V dolini se nahaja mesto Taškent, glavno mesto Uzbekistana. Ferganska dolina je sicer razdeljena na pet regij: Fergana, Andijon, Namangan v Uzbekistanu, Hojand (ki se nahaja v Tadžikistanu) in Oš (ki se nahaja v Kirgizistanu).

## Prebivalstvo
Ferganska dolina je najgosteje naseljen del Srednje Azije, v njej živi več kot deset milijonov ljudi ali 20 % prebivalstva Srednje Azije. V vseh državah, ki si delijo dolino, je tukaj največ prebivalcev in so mesta največja. Do sovjetske zasedbe so v dolini živeli Uzbeki, Tadžiki in Kirgizi. Tudi zato je bilo težko vzpostaviti državne meje med novo nastalimi državami. Obstajajo tako eksklave, kot enklave. Tu je prav tako mnogo etničnih manjšin, ki pripadajo različnim narodom (Uzbeki v Kirgizistanu, Kirgizi v Tadžikistanu).

## Zgodovina
Ferganska dolina ima dolgo zgodovino. Prvi sledovi poselitve datirajo v srednjo bronasto dobo. Zlasti na severozahodnem območju so znani številni sledovi naselij in grobišč. Prebivalci teh naselij so se ukvarjali z živinorejo in kovaštvom. Okoli leta 1500 pr. n. št. je bila na teh lokacijah Andronovo-Tazabag'jabska kultura, nasledila jo je v pozni bronasti dobi kultura Čust, ki je že poznala poljedelstvo. Od 900 let pred našim štetjem je bila poznana kultura Ejlatan, poimenovana po utrjenem mestu Ejlatan.
V zgodnji železni dobi je obstajalo v Ferganski dolini kraljestvo Dajuan, ki je bilo znano po visoko razvitem kmetijstvu in konjereji. Pomembna naselja v tem času so bila Šurabašat in mlajši Marhamat. 
Že leta 500 pred našim štetjem je bil zahodni del Ferganske doline del regije Sogdija, ki ji je vladalo Ahemenidsko cesarstvo Dareja I. Velikega. Neodvisni in bojeviti Sogdijci so tvorili mejno območje med Perzijci (Ahemenidi) in Skiti na severu in vzhodu. Sogdijske trdnjave je premagal v letu 327 pred našim štetjem  Aleksander Veliki. V 3. stoletju pred našim štetjem je območje postalo del grško-baktrijskega kraljestva. Aleksander Veliki je ustanovil pomembno mesto Hujand, ki je danes v Tadžikistanu. Okoli leta 220 pr. n. št. pride do prvih odprav proti Kašgarju in Urumčiju v kitajskem Turkestanu, kar predstavlja prve znane stike med Kitajsko in Zahodom. O tem pričajo najdbe več kipcev grških vojakov, ki so bili odkriti severno od Tienšana, na pragu Kitajske in so danes na ogled v muzeju Xinjiang v Urumčiju, o čemer piše grški zgodovinar Strabon. Območje Fergane, ki ga Kitajci imenujejo Dajuan, je bilo sestavni del grško-baktrijskega kraljestva še v času Demetrija I. Baktrijskega (okoli 120 let pred našim štetjem), ko se začnejo vdori Yuezhov z vzhoda in Skitov z juga. 
Kmetijska dejavnost Dajuana ali Ferganske doline, pridelava žit in grozdja (za vino) je pripomoglo k povezavi med urbanimi kulturami, indoevropskimi jeziki in kitajsko civilizacijo, kar je imelo za posledico odprtje Svilne ceste v 1. stoletju pr. n. št.
Zaradi prehodnosti Ferganske doline proti Kitajski, so si izmenično sledile nadvlade različnih ljudstev. V 2. st. Kušani osvojijo večino ozemlja, ki je danes del severne Indije in Pakistana in si s tem omogočijo tudi trgovanje na dolge razdalje, ki povezujejo Srednjo Azijo z dinastijo Han iz Kitajske in Rimski imperij v Evropi. Kušani obvladujejo prostor do 4. stoletja, ko zoroastrsko perzijsko Sasanidsko cesarstvo napade kušhansko ozemlje z jugozahoda. V obdobju od 4. in 5. stoletja ima Sasanidsko cesarstvo pod neposrednim nadzorom Transoksanijo in Fergano. 
V 6. stoletja na tem mestu nastane kraljestvo Kök Türk, ki traja do prvega četrtletja 8. stoletja, razen v obdobju kitajske nadvlade med letoma 659 in 681.
V 8. stoletju v Ferganski dolini vlada močno rivalstvo med Kitajsko dinastijo Tang in širjenjem muslimanske moči, kar vodi v bitko za Talas leta 751 in ki je zaznamovala zmago islama in umik Kitajske iz Srednje Azije.
Samanidi zavlada nad Transoksanijo in Fergano. Leta 819, Ahmad Ibn Asad, sin Asad ibn Samana dobi oblast nad Fergano z guvernerjem kalifom Al-Mamunom iz Horasana. Po smrti svojega brata Nuh ibn Asada, ki je vladal v Samarkandu, si Ahmad in drugi brat Yahya ibn Asad predajata oblast nad državo. Do smrti leta 864 ali 865 je bil Ahmada vladar večine Transoksanije, Buhare in Horezma. Samarkand in Fergano je dobil sin Nasr I. Samanid in kasneje številni drugi muslimanski vladarji dinastije Samanidov. Po propadu Samanidov v 10. stoletju, so Fergano osvojili Karahanidi. Vzhodni del Fergane je bil pozneje, v skladu z dogovorom prepuščen Karahitajem. Karahanidi so vladali do leta 1212, ko je zahodni del ozemlja osvojil horezmski šah.
Mongolski vladar Džingiskan je napadel Transoksanijo in Fergano leta 1219 v času osvajanja Horezma. Pred njegovo smrtjo leta 1227 je dežele nasledil drugi sin Čagataj in jih preimenoval v Čagatajski kanat. Ampak ni trajalo dolgo. Fergana je postala del večjega turško-mongolskega imperija. Ta mongolska nomadska konfederacija se je imenovala Barlasi. Naselili so se v Turkmenistanu (ki je nato postal znan tudi kot Mogulistan - 'Dežela Mongolov') in se pomešali z lokalnim in turško govorečim prebivalstvom. V času vladavine Timurja postanejo Barlasi temeljito poturčeni tako v jeziku kot navadah. Poleg islama, je Srednja Azija od Turkov in Mongolov sprejela tudi perzijsko literaturo in visoko kulturo. Perzijska književnost je bila ključnega pomena pri asimilaciji Timuridske elite v perzo-islamsko dvorno kulturo. Timur, ustanovitelj dinastije Timuridov, je dodal dolino v nov enoten imperij v poznem 14. stoletju, ko mu je vladal iz območja Samarkanda.
Ker je bila dolina na severnem kraku Svilne ceste, je odigrala pomembno vlogo pri razcvetu srednjeveškega srednjeazijskega islama. Timurjev najbolj znani sin Zahritin Mohamed Babur, Timurjev dedič, državnik, slavni osvajalec in pesnik (avtor znamenitega epa Baburnama) in ustanovitelj dinastije Baburidov in velikega Mogulskega imperija v Indiji (1526-27 in je trajal 300 let), je islamski vpliv razširil na dele današnje Rusije, Kitajske in Južne Azije.
Ferganski dolini je, v obdobju srednjega veka, vladalo več muslimanskih držav. Od 16. stoletja dinastija Šajbanidov iz Buharskega kanata, leta 1599 jo nadomesti Janid iz Buharske dinastije. Leta 1709 Šajbanidski emir Šahruh iz uzbeškega Minglarja razglasi neodvisnost na vzhodnem delu Ferganske doline. Zgradil je citadelo in središče prenesel v mesto Kokand. Kanat Kokand se je raztezal čez ozemlja današnjega vzhodnega Uzbekistana in Tadžikistana, Kazahstana in celo v južno Kirgizijo.
Leta 1876, iz nekdanjega Kokandskega kanata, Fergana postane provinca ruskega Turkestana. Na severu in severozahodu je bila omejena s pokrajino ob Sir Darji, s Samarkandom na zahodu in Zhetisujem na severovzhodu (po kitajsko Kašgar), na vzhodu z Buharo in na jugu z Afganistanom. Njene južne meje na Pamirju, so bile določene z dogovorom angleško-ruske komisije leta 1885 in so potekale od jezera Zorkul na kitajski meji, Hignan, Rošan in Vahan so bili dodeljeni Afganistanu v zameno za del Darvaza (na levem bregu reke Panj). Območje je bilo veliko približno 53.000 km², od tega 17.600 km² na Pamirju.
Leta 1924 so nove meje, ki ločujejo Uzbekistansko SSR in Kirgiško SSR, prekinile vzhodni del Ferganske doline, kot tudi pobočja, ki jo obkrožajo. Leta 1928 je nastala Tadžiška ASSR polnopravna republika in del te je bila okolica Hudžanda. To pa je onemogočilo naravni izhod iz doline proti Samarkandu in Buhari. Vendar pa v Sovjetski zvezi nobena od teh mej ni predstavljala ovir. Celotna regija je bila del enega gospodarstva, naravnana na proizvodnjo bombaža, prečkanje mej ni bil problem. 
Z nastankom novih držav leta 1991 se je to stanje zelo poslabšalo. Uzbekistan redno zapira svoje meje s Tadžikistanom in Kirgizistanom, kar povzroča velike težave za trgovino in za migracije ljudi, ki živijo na tem območju. Potniki iz Hudžanda v Dušanbe ne morejo uporabljati cest skozi Uzbekistan, temveč morajo prečkati visoke gorske prelaze med obema mestoma po svojem ozemlju. Podobno so otežene komunikacije med Biškekom in Ošem. Etnične napetosti so stalnica, pogosti so uzbekistansko-kirgiški spori.
Nasilje je začelo naraščati v letu 2010 v kirgiškem delu doline, segreto z etničnimi napetostmi, poslabšanjem gospodarskih razmer zaradi svetovne gospodarske krize in političnih konfliktov. V aprilu in juniju 2010 je bilo v spopadih v Ošu in Jalal-Abadu okoli 200 ljudi ubitih in več kot 2000 ranjenih. V Uzbekistan je poskušalo prebegniti med 100.000 in 300.000 beguncev, pretežno uzbeške narodnosti, kar je povzročilo veliko humanitarno krizo.

## Gospodarstvo
Že v času carske Rusije je bilo v Ferganski dolini okoli 3.000.000 hektarjev obdelovalnih površin, od tega okoli dve tretjini stalno namakanih, preostala tretjina pa delno namakana. Glavni pridelki so bombaž, pšenica, riž, ječmen, koruza, proso, lucerna, tobak, zelenjava in sadje. Vrtnarjenje se izvaja z veliko znanja in uspeha. Vzrejali so veliko število konj, govedo in ovce (znana je posebna pasma debelorite ovce) ter kamele. Več kot 17.000 hektarjev je zasajenih z vinsko trto, okoli 350.000 hektarjev z bombažem. Včasih je bilo pokrito z gozdom skoraj 1.000.000 hektarjev površin. Vlada je ohranila gozdarske kmetije v Margelanu, od koder je bilo 120.000 do 200.000 mladih dreves vsako leto brezplačno razdeljeno med prebivalce pokrajine.
Gojenje sviloprejk, nekdanja uspešna industrija, je razpadla, kljub spodbujanju državnih kmetij.
Pridobivajo premog, železo, žveplo, mavec, kameno sol in jezersko nafto, le zadnji dve v velikih količinah. V poznem 19. stoletju je bilo v Ferganski dolini nekaj majhnih naftnih vrtin, ki pa ne delujejo več. V carskih časih je bilo 70 do 80 tovarn, ki so se ukvarjale s čiščenjem bombaža, ki prav tako zamirajo. Glavni izdelki domače obrti so usnjeni in sedlarski izdelki, papir in jedilni pribor. V sovjetskih časih je bilo to manj pomembno, saj je bila industrija skoncentrirana v mestih Samarkand in Buhara.
V preteklosti je bila Ferganska dolina pomembna vmesna postaja na Svilni cesti tako za blago kot ljudi, ki so potovali iz Kitajske na Bližnji vzhod in v Evropo. Po prečkanju prelazov iz Kašgarja v Xinjiangu, so se trgovci oskrbeli in nabavili dodatne količine kakovostne svile, izdelane v Margilanu. Najbolj znan izvoz iz regije so bili nebeški ferganski konji, ki so jih močno čislali v dinastiji Han, v resnici pa so bili vzgojeni v stepah okrog Buhare ali na severu v Taškentu. V 19. stoletju so trgovino razširili v Rusijo. Izvažali so surov bombaž, svilo, surov tobak, kože, sadje in bombažne ter usnjene izdelke, uvažali pa so tekstil, čaj in sladkor in del ponovno izvozili v Kašgar. Skupna trgovina je leta 1911 dosegla vrednost skoraj 5,6 mio US $. Danes je tudi trgovino prizadela recesija. Edini pomemben mednarodni izvoz je bombaž ter obrat avtomobilov Daewoo-ja v Andidžanu.

## Živalstvo
Na tem območju živijo različne divje živali. Ptice, vključno galebi, fazani in vrane ob obalah rek. Gore so dom ptic roparic pa tudi medvedov, volkov, lisic, šakalov, ježevcev, jazbecov in svizcev. Nekaj jih je vključeno na Rdeči seznam, svetovni seznam živali, ki jim grozi izumrtje. Lov na te živali je prepovedan.